# Marek Příhoda
Marek Příhoda (* 27. dubna 1976 Vlašim) je český slavista a rusista, který se zaměřuje na východoslovanské dějiny a kulturu. Je odborným asistentem na Filozofické fakultě Univerzity Karlovy.

## Životopis
Magisterské studium absolvoval na Filozofické fakultě Univerzity Karlovy v oboru historie, politologie, slavistika a rusistika. Doktorský titul získal pod vedením prof. Vladimíra Svatoně v oboru slovanské literatury na Ústavu slavistických a východoevropských studií (nyní Ústav východoevropských studií) FF UK.
Po dokončení studia se v roce 2008 na stejné katedře stal odborným asistentem. V letech 2011 až 2017 byl ředitelem Ústavu východoevropských studií (ÚVES) a následně až do roku 2023 zástupcem ředitele.
V roce 2018 se společně s ruskou opoziční novinářkou a aktivistkou Žannou Němcovovou podílel na založené Akademického centra Borise Němcova pro výzkum Ruska na Filozofické fakultě Univerzity Karlovy, kde je spoluředitelem. V roce 2024 vyšlo najevo, že centrum bylo infiltrováno ruským agentem GRU Pavlem Rubcovem alias Pablem Gonzálezem, což vyvolalo kritiku ze strany části akademické obce i veřejnosti. Marek Příhoda na rozdíl od Žanny Němcovové popřel, že by o skutečné roli ruského novináře Rubcova věděl.
Příhoda je autorem odborných článků a kapitol v kolektivních monografiích. Zaměřuje se především na písemnictví a dějiny východní a jihovýchodní Evropy středověku a raného novověku se specializací na myšlenkové koncepty Moskevské Rusi a problematiku chorvatského slavismu. Pravidelně také komentuje aktuální dění v Rusku a na Ukrajině.